# Ciro Scarponi
Ciro Scarponi (Torgiano, 1950 – Perugia, 4 ottobre 2006) è stato un clarinettista e compositore italiano.

## Biografia
Diplomatosi giovanissimo al Conservatorio Francesco Morlacchi di Perugia, si è subito imposto tra i più prestigiosi interpreti contemporanei per il suo strumento.
Autentico innovatore della tecnica clarinettistica, ha presentato numerosissime prime esecuzioni assolute, alcune tra queste dedicategli da Sylvano Bussotti, Franco Donatoni, Ada Gentile, Armando Gentilucci, Ennio Morricone, Luigi Nono, Marcello Panni, Carlo Pedini, Wolfgang Rihm, Enrico Renna, Salvatore Sciarrino, Flavio Emilio Scogna, Fernando Sulpizi, Paolo Ugoletti e dalla maggior parte dei giovani compositori europei, che hanno scritto per lui oltre duecento opere per clarinetto; è stato il clarinettista prediletto, fra gli altri, di Luigi Nono e Giuseppe Sinopoli.
Di particolare rilievo è stata la sua collaborazione per lungo tempo con Luigi Nono presso lo Studio Sperimentale "Strobel" di Friburgo.
Numerosissime le incisioni discografiche (Ayna, Edipan, Ricordi, Fonit Cetra, S.M.C., RZ Berlin, Bongiovanni, Nuova Era, Col legno, Hyperprism/Edizioni) e le registrazioni radio e televisive per la Rai, Radio France, BBC, Südwestfunk. Autore di vari scritti sul clarinetto, negli ultimi anni ha edito un importante metodo didattico distribuito in tutto il mondo da Casa Ricordi.
Negli ultimi anni di vita si è dedicato anche alla composizione. In questo campo merita segnalazione il brano per clarinetto e archi Elegia per Danny in memoria di Danny Purcell, giovane vittima di un rarissimo morbo; brano che gli valse, nel 2003, il primo premio al concorso di composizione indetto dall'Orchestra Sinfonica di Sanremo.
È scomparso improvvisamente e prematuramente nell'autunno del 2006.

## Composizioni di Ciro Scarponi
Per clarinetto
Tre immagini (clarinetto e pianoforte - 1970)
Polka (clarinetto e pianoforte - 1974)
Preghiera (Soprano e clarinetto -1975)
Modinha (clarinetto solo - 1976)
Concerto in 7 piccoli tempi (quartetto di clarinetti - 1977)
Maschere (variazioni sul tema del Carnevale di Venezia; clarinetto e pianoforte - 1981)
Memento (su testo di J. Da Todi; Soprano, archi o clarinetti e organo - 1981)
Aulodia per Mida (clarinetto solo - 1981)
Dieci studi per clarinetto (Ed.RICORDI - 1995)
Elegia for Danny (clarinetto e archi, Ed. EUFONIA  - 2003) 1º premio assoluto al concorso internazionale di musica sinfonica di Sanremo 2003
Per altri strumenti
Il canto del grillo! (flauto solo - 1968)
Due sculture (contrabbasso e pianoforte - 1968)
30/11 (pianoforte - 1969)
Cadenza e cantabile (flauto e pianoforte - 1969)
Piccolo divertimento (quintetto di fiati - 1969)
Felliniana (marcia sinfonica per banda - 1972)
Musiche per il progetto Musica e Poesia (su testi di M. Massidda - 1976)
Fantasia (sul tema Il fabbro armonioso di Händel; coro femminile, solisti e banda - 2001)
Salmo n° 8 (coro femminile e orchestra - 2004)
Cantico delle creature (voci femminili - 2004)
Una casa ai margini del bosco ...sotto la neve (tromba e archi - 2006)

## Opere dedicate a Ciro Scarponi
Clarinetto Solo
Abwechseln (Enrico Renna)
Adolescente Auriga (Cipollone Maria)
Al telaio del tempo (Armando Gentilucci )
Appunti (Mirigliano Rosario)
Arghul (Schiavo Giampaolo)
Ayry (Davide Anzaghi)
Capriccio (Ruggero Lolini)
Centauro Marino (Salvatore Sciarrino)
Chalomeau deuxieme (Bellon Stefano)
Chant a danse pour Arlequin (Gottardo Arduino)
CIROCIRÓ (Paolo Renosto)
Clair (Franco Donatoni)
Come dal nulla (Ada Gentile)
Crazy jay blue (Fernando Mencherini)
Dal Basso al profondo (Francesco Hoch)
Dal nulla … al nulla (Adriano Guarnieri)
Dans le cycle du temps (Di Bari Marco)
Dieci spleens (Riccardo Piacentini)
Domino (Formosa Riccardo)
Figure (Borgioni Maurizio)
Gli Enigmi (Sulpizi Fernando)
Improvviso I (Grillo Fernando)
In divenire (Flavio Emilio Scogna)
L'acciarino di Weber (Carlo Pedini)
La suite giocosa (Sulpizi Fernando)
Lebhaft (Indulti Giovanni)
Let me die bifore I wake (Salvatore Sciarrino)
Mystère d'Orch e Babyl (Pier Giuseppe Arcangeli)
Nell'aria (Alessandro Sbordoni)
Notturno e Passacaglia (Ennio Morricone)
Notturno volgare (Fernando Mencherini)
Odem (Bramucci Rodolfo)
Ombra (Franco Donatoni)
Per Ada (Irma Ravinale)
Prologue II (Guarnieri Luigi)
Raffiguran Narciso al fonte Salvatore Sciarrino
Raps VIII (Coral Giampaolo)
Rimembranze (Sulpizi Fernando)
Rondoletto (Paolo Ugoletti)
Samek (Correggia Enrico)
Samurai (Paolo Renosto)
Senza gioco (Ciacci Paolo)
Simbologie Trasfigurate (Sulpizi Fernando)
Sonata XXVII (Prodigo Sergio)
Souple (Tamburrini G.)
Stucklein (Donnini Luciano)
TIEF (Enrico Renna)
Trista o degli oggetti (Abate Rocco)
Veni Creator (Marcello Panni)
Vent'anni dopo (Carlo Pedini)
Versi (Castellano Mauro)
Windex (Ivan Fedele)
Due clarinetti
Quattro sequenze per due clarinetti (Peruzzi Aurelio)
Sonata XXV op. 75 per due clarinetti (Prodigo Sergio)
Clarinetto e Pianoforte
Alternanza 2 (Lolini Ruggero)
Di brina (Borgioni Maurizio)
Gino ed altri angeli (Carlo Pedini)
Gli occhi (chiari) del tempo (Carlo Pedini)
Ombra s'aduna (Ruggero Lolini)
Sans jeu (Hoch Francesco)
Shin (Correggia Enrico)
Sonata Trovadorica (Sulpizi Fernando)
Sonata XXIV op. 72 (Prodigo Sergio)
Clarinetto e Orchestra
Alle soglie della luna (D'antò Antonio)
Azzurri abissi (Armando Gentilucci)
Clararch (Cesa Mario)
Concerto N° 4 op. 75 (Prodigo Sergio)
Di riflesso (Aurelio Samorì)
Il giocatore d'anime (Galante Carlo)
Quasi un solo (Jesus Villa Rojo)
Zeichen (Wolfgang Rihm) 
Altre formazioni
Breve II (Maestri Fabio), Brine (Borgioni Maurizio), Capriccio (Cardone Amleto), Di luce purpurea (Borgioni Maurizio), Dies Irae (D'antò Antonio), Duetto per flauto e clarinetto (Aldo Clementi), Epigrammi (Mauro Bortolotti), Eufonio (Schiavo Giampaolo), Fermentum (Enrico Renna), Harmonie (Benvenuti Arrigo), Il paese delle feste (Cesa Mario), Illa et Antilla (Arcangeli Piero), Irrlicht (Correggia Enrico), IV canto della Torre più alta (Sulpizi Fernando), Kammerphantasie VIII op. 73 (Prodigo Sergio), L'ultimo dialogo (Lamberti Silvio), L'ultimo dialogo… dè dolci sospiri op.21 (Lamberti Silvio), La ballata del vecchio marinaio (Sulpizi Fernando), La nebbia di Hietzing (Carlo Pedini), Latch (Albin Corrado), Lir ... (Borgioni Maurizio), Ma se alla fine dei tempi entra il silenzio? (Sulpizi Fernando), Me ne vado (Tamburrini Guerrino), Musiche per Leonardo Riccardo Piacentini, Nodi (Gavazza Giuseppe), O Jubilo (Vessello Italo), Pechè d'outre tombe (Hoch Francesco), Preludio (Marocchini Enrico), Profili (Baggiani Guido), Quadri di una esposizione di Modest Mussorgsky (Pedini Carlo), Quintetto op. 70 (Mosca Luca), Quintetto (Modino Paolo), Quintetto (Alessandro Solbiati), Quintetto (Giampaolo Testoni), Rime Facete (Borin Luciano), Soliloquio (Cattaneo Pieralberto), Specchio Trasparente (Sulpizi Fernando), Spesso i sogni (Ciacci Paolo), Spiel (Paolo Arcà), Stakhis (Gottardo Arduino), Sublimen op 26 (Abate Rocco), Tre ricercari sopra una scala tetracordale (Sulpizi Fernando), Triplum Es (Borgioni Maurizio), Tryptique (Dondeiyne Desiree), Wiegenlied (Vittorio Fellegara).